# Hello (single van Poe)
Hello is een nummer van de Amerikaanse singer-songwriter Poe uit 1996. Het is de tweede single van haar gelijknamige debuutalbum.
"Hello" gaat over een vrouw die door haar geliefde is verlaten, en met allerlei vragen achterblijft. De originele versie was nergens een succes te noemen. Een remixversie werd een klein hitje in Vlaanderen, waar het de 8e positie bereikte in de Tipparade. Buiten Vlaanderen haalde ook deze remix nergens de hitparades.

## Tracklijst

### Originale uitgave
1. "Hello" (bandversie) 4:13
2. "Hello" (radioversie) 4:00
3. "Hello" (albumversie) 4:30

### Remix-uitgave
1. "Hello" (E-Smoove Funk Mix) 6:24
2. "Hello" (Modern Mix) 5:17
3. "Hello" (Generator Mix) 8:54
4. "Hello" (Generator Beat Down) 5:39
5. "Hello" (Edge Factor Mix) 7:58
6. "Hello" (Edge Factor Dub) 7:45
7. "Hello" (Nevins' Electronica Mix) 5:13
8. "Hello" (Tribal Dub) 8:46